# Gualtiero di Châtillon
Gualtiero di Châtillon (indicato a volte come Gualtiero di Lille, in latino Galterius de Castellione, a volte Galterius ab Insulis; Lilla, 1135 circa – dopo il 1180) è stato un chierico, magister, poeta, canonico, notarius e orator francese.
È generalmente considerato come uno dei più grandi poeti latini medievali. La sua fama si deve in particolar modo all'Alexandreis, poema epico in esametri dattilici che ripercorre le vicende del condottiero macedone Alessandro Magno e che ebbe una larghissima diffusione per tutto il Basso Medioevo, come testimoniano i più di duecento manoscritti superstiti in cui è conservato.
Gualtiero si cimentò inoltre nella produzione di versi ritmici in metrica accentuativa di argomento satirico-morale, amoroso e religioso, nonché nella realizzazione di tre vitae rhythmicae dei santi Brendano, Alessio e Thomas Becket.
È stata a lui attribuita anche un’opera in prosa, il Tractatus sive Dialogus contra Iudaeos, trattato dialogico afferente all’ambito dei dibattiti teologici e scritturali tra Ebrei e Cristiani.

## Biografia
Le principali informazioni sulla vita di Gualtiero di Châtillon si ricavano da alcuni riferimenti presenti nelle sue opere, oltre che da glossae e vitae che accompagnano l'Alexandreis in alcuni manoscritti. Queste ultime sono però fonti di dubbia attendibilità: tendono infatti a concordare quando le notizie riportate sono dedotte dagli scritti di Gualtiero, ma ad esse aggiungono interpretazioni spesso discordanti fra loro.
Egli nacque intorno al 1135 a Lille o in una piccola comunità nelle sue vicinanze, di cui la più probabile è Ronchin. La città francese in epoca medievale era conosciuta con il nome di Isle, da cui deriva il toponimo ab Insulis con cui il poeta è talvolta definito nelle fonti.
Fu allievo di Stefano di Beauvais, studiando come chierico prima a Reims, poi a Parigi; successivamente seguì il suo maestro a Troyes, alla corte del conte Enrico I di Blois-Champagne, detto "il Liberale", che ben presto divenne suo mecenate.
È in questo periodo che si colloca l’inizio della sua attività poetica. La sua produzione è costituita in questa prima fase da versi ritmici di carattere amoroso e goliardico, arricchita da componimenti d’occasione destinati principalmente a festività religiose. Alcuni testi, come Eliconis rivulo ed Ecce nectar roseum, rimandano ai turbolenti eventi politici del 1159-1163, relativi allo scisma causato dallo scontro tra papa Alessandro III e l’imperatore Federico I Barbarossa, che si concluderà solo con la Pace di Venezia del 1177.
Dalle fonti a disposizione si ricava la notizia secondo cui, non si sa precisamente in quali anni, Gualtiero stesso svolse l’attività di magister a Laon e a Châtillon, con ogni probabilità l’odierna Châtillon-sur-Marne, località dalla quale deriverà il suo toponimo più noto. Si trovava certamente lì quando scrisse la sua unica opera in prosa, il Tractatus contra Iudaeos.
Il poeta rimase sotto il patronato di Enrico I il Liberale dal 1161 all’inizio del 1164; in seguito decise di trasferirsi a Bologna per studiarvi diritto, sotto la guida dell’illustre giurista Martino Gosia. È probabilmente durante questo viaggio che egli fece tappa a Besançon, dove il 29 marzo del 1164, in occasione della quarta domenica di Quaresima, recitò pubblicamente il già citato Ecce nectar roseum.
Dopo la morte di Gosia, avvenuta tra il 1165 ed il 1166, Gualtiero si recò a Roma nella speranza di ottenere il patronato di Alessandro III, che il concilio di Tours del 1163 aveva finalmente riconosciuto come pontefice legittimo. È in questo contesto che, alla presenza di un alto prelato, venne recitata la satira Tanto viro locuturi, dove a toni adulatori e invettive moralistiche si mescolano le frustrazioni dell’intellettuale in miseria.
Alcuni studiosi hanno teorizzato che in seguito Gualtiero trascorse un periodo presso la corte inglese a servizio del re Enrico II Plantageneto. Questa ipotesi si basa su alcune lettere di Giovanni di Salisbury, databili al 1166, indirizzate ad un magister Galterus de Insulis in servizio presso la cancelleria reale fino al 1176. In realtà vi sono tre elementi che contribuiscono a falsificare questa teoria: innanzitutto Giovanni, di circa venticinque anni maggiore di Gualtiero di Châtillon, si riferisce al destinatario della lettera riconoscendogli un’autorità difficile da attribuire ad un poeta poco più che trentenne. In secondo luogo non sembra possibile che un servitore di Enrico II possa aver composto senza particolari conseguenze Orba suo pontifice, in cui l’autore accusa platealmente il re inglese dell’omicidio di Thomas Becket, avvenuto nel 1170. In ultimo, non vi è alcun riferimento né nei componimenti né nelle vitae al fatto che Gualtiero sia mai stato in Inghilterra.
La sua carriera ebbe una svolta cruciale quando divenne notarius e orator presso la corte di Guglielmo dalle Bianche Mani, fratello di Enrico I di Blois-Champagne, eletto arcivescovo di Reims nel 1176 e cardinale tre anni più tardi. È a Guglielmo che Gualtiero dedica l'Alexandreis, il suo poema epico in esametri dattilici su Alessandro Magno, facendo sì che le lettere iniziali dei dieci libri che compongono l’opera formassero l’acrostico GUILLERMUS. In merito ai motivi della genesi dell’opera le vitae trasmettono diversi aneddoti, basati su gelosie e rivalità artistiche presenti all’interno della corte di Guglielmo dalle Bianche Mani: una delle versioni riporta che il poema sarebbe stato composto e dedicato all’arcivescovo da Gualtiero come tentativo di rientrare nelle grazie del mecenate dopo essere incorso nella sua ira; secondo un altro resoconto invece, l'Alexandreis sarebbe frutto della competizione poetica con Matteo di Vendôme, altro protetto di Gugliemo, autore del Tobias, fortunata versificazione in distici del libro biblico.
Probabilmente il poeta accompagnò Guglielmo a Roma in occasione del Terzo Concilio Lateranense del 1179, durante il quale il suo patrono venne confermato arcivescovo di Reims ed eletto cardinale.
Gli ultimi anni di Gualtiero di Châtillon sono particolarmente oscuri. Nelle vitae si afferma che egli ottenne da Guglielmo dalle Bianche Mani un canonicato, sebbene le fonti non concordino sul luogo, che viene identificato di volta in volta con Reims, Amiens, Beauvais od Orléans. Dopo il 1180 di lui si perde ogni traccia, ma non è possibile sapere se la sua morte avvenne effettivamente in quel periodo o se sopravvisse fino al XIII secolo.
Molte fonti, tra cui alcune vitae e un passaggio degli Aequivoca attribuiti a Giovanni di Garlandia, sostengono che Gualtiero morì a causa della lebbra; Inoltre nel codice Erfurt, Amplon. 8o 90, la narrazione si arricchisce di un aneddoto pruriginoso, che si configura piuttosto come una situazione da fabliaux: il poeta avrebbe contratto la malattia da una concubina e se ne sarebbe liberato contagiando a sua volta una prostituta. In realtà la notizia della morte per lebbra si deve con ogni probabilità all’identificazione tra autore ed io poetico all’interno di componimenti di ispirazione biblica come Dum Galterus egrotaret e soprattutto Versa est in luctum, in cui Gualtiero si rappresenta come un infermo affetto da un terribile morbo, un peccatore alla fine dei suoi giorni in cerca di redenzione; una malattia che, come avviene in altre satire, è probabilmente una metafora della corruzione morale che investe l’intera umanità, più che un riferimento autobiografico.
Infine, sono nuovamente le vitae a riportare un suo epitaffio in distici dal sapore virgiliano:
(Latino)
Insula me genuit, rapuit Castellio nomen,
perstrepuit modulis Gallia tota meis.
Gesta duci Macedum scripsi, sed sincopa fati
infectum clausit obice mortis opus.
(Italiano)
Lille mi generò, da Châtillon presi il nome,
la Francia intera riecheggiò dei miei canti.
Scrissi le imprese del condottiero Macedone, ma un destino avaro
ha serrato l’opera incompiuta con il sigillo della morte.
Un elogio che evidenzia come la fama di Gualtiero presso i contemporanei fosse dovuta sia al suo poema epico sia ai suoi versi ritmici.

## Opere

### Alexandreis
L'Alexandreis è l’opera più famosa di Gualtiero di Châtillon, nonché uno degli esempi più alti della letteratura del XII secolo. Si tratta di un poema epico in esametri dattilici in dieci libri, che narra le imprese di Alessandro Magno.

### Carmina
Gualtiero di Châtillon fu noto anche per la sua produzione di carmi caratterizzati, a differenza dell'Alexandreis, dall’utilizzo della metrica accentuativa al posto dei tradizionali metri quantitativi della poesia latina classica. La maggior parte di questi versi è di carattere satirico-morale, a cui si aggiungono testi di argomento religioso, specificatamente inni di Natale, e alcune poesie d’amore; queste ultime, trasmesse unicamente dal manoscritto Saint-Omer 351, sono probabilmente frutto di una produzione giovanile dell’autore.
Fu Karl Strecker a fissare un primo corpus d’autore con le due edizioni pubblicate nel 1925 e nel 1929, in cui lo studioso tentò di ricomporre la produzione lirica di Gualtiero di Châtillon filtrando le tracce di una tradizione dispersa in numerosi canzonieri medievali, sulla base di riscontri di ordine stilistico e formale e di prove di intertestualità, raccogliendo 55 testi in tutto.
Grazie a studi successivi vi è stato un ampliamento del corpus delle poesie attribuite all’autore, fino ad arrivare all’edizione di David A. Traill, che attribuisce al poeta un totale di 67 componimenti; alcuni di questi sono confluiti anche all’interno dei Carmina Burana.
Vi sono poi diverse poesie che, sebbene richiamino i lavori dell’autore, tuttavia non rispettano completamente i criteri per una sicura attribuzione; questo fatto portò Strecker e diversi studiosi successivi a teorizzare l’esistenza di una cosiddetta “Scuola di Gualtiero”, un gruppo di imitatori dei carmina del poeta. Ciò contribuirebbe a testimoniare il grande successo che ebbero al tempo i componimenti ritmici di Gualtiero di Châtillon.

### Vitae Rhythmicae
Nel 2002 Carsten Wollin pubblicò, come anticipazione di un’edizione critica non ancora realizzata, tre vitae rhythmicae, poemetti in strofe goliardiche sulle vite di san Brendano, sant’Alessio e san Thomas Becket. Lo studioso attribuì questi componimenti a Gualtiero di Châtillon sulla base di un gran numero di elementi stilistici comuni ai tre testi e alle altre opere del poeta.
La Vita Sancti Brendani riporta il racconto del leggendario viaggio tra le isole dell’Oceano Atlantico che il santo irlandese Brendano avrebbe compiuto assieme a un gruppo di suoi monaci alla ricerca del Paradiso Terrestre. Dedicata al pontefice Alessandro III nel 1163/1164 circa, l’opera risulta essere la traduzione del Voyage de Saint Brendan, testo anglo-normanno in versi scritto e rielaborato tra il 1106 e il 1125 circa da Benedeit, uomo di chiesa vicino al sovrano inglese Enrico I. Gualtiero integrò alcuni episodi omessi dalla fonte rifacendosi alla Navigatio Sancti Brendani.
La Vita Sancti Alexii narra la vita ascetica di sant’Alessio, giovane patrizio romano che rinunciò al proprio matrimonio durante la prima notte di nozze per condurre una vita da mendicante prima a Edessa e in seguito, non riconosciuto, nella casa di suo padre. La fonte di Gualtiero è la cosiddetta Vita I (BHL 287).
La Vita Sancti Thomae fu scritta intorno al 1172/1173, dopo l’assassinio dell’arcivescovo di Canterbury ma prima della sua santificazione, avvenuta il 21 febbraio 1173. L’opera è dedicata a un alto prelato, forse Guglielmo dalle Bianche Mani o il pontefice Alessandro III. Gualtiero utilizzò per la composizione fonti orali e vite scritte da persone vicine a Becket.

### Tractatus sive Dialogus contra Iudaeos
Unica opera in prosa di Gualtiero di Châtillon, si tratta di un dialogo rientrante nel campo dei dibattiti teologici tra Ebrei e Cristiani. L’autore stesso riporta che il Tractatus venne scritto durante il suo periodo come magister a Châtillon-sur-Marne, e venne occasionato da diverse dispute avute con un membro della comunità giudaica di quella città.
L’autore però non struttura l’opera come un dialogo tra lui stesso e un interlocutore ebreo, come avviene solitamente in testi di questo tipo, bensì tra lui ed un altro cristiano, ovvero Baldovino di Valencienne, canonico della vicina Braine. Il ruolo di quest’ultimo nel Tractatus non è dunque quello di muovere obiezioni, né tantomeno di presentarsi come un fedele studente in cerca di risposte dal proprio maestro, ma i suoi commenti servono a confermare e rafforzare le argomentazioni presentate da Gualtiero.

## Edizioni e traduzioni
- A. Gugger, Alexandreis sive Gesta Alexandri Magni libri X, in J. P. Migne, Patrologiae Cursus Completus, Parigi, 1855.
- F. A. W. Müldener, Magistri Philippi Gualtheri Alexandreis ad fidem librorum mss. et impres., Lipsia, 1863.
- K. Strecker, Die Lieder Walters von Châtillon in der handschrift 351 von St. Omer, Berlino, Wiedmannsche Buchhandlung, 1925.
- K. Strecker, Moralisch-satirische Gedichte Walters von Châtillon, Heidelberg, Carl Winter, 1929.
- H. Spanke, Zu den Gedichten Walters von Châtillon, Volkstum und Kultur der Romanen 4, 1931, pp. 197–220.
- A. Wilmart, Poèmes de Gautier de Châtillon dans un manuscrit de Charleville, Revue Bénédictine, 49, 1937, pp. 121–169, pp. 322–365.
- W. T. Jolly, The Alexandreid of Walter of Châtillon. A Translation and Commentary, Dissertation, Tulane University, 1968.
- F. J. Worstbrock, Zu Gedichten Walther von Châtillon und seiner “Schule”, Zeitschrift für deutsches Altertum und deutsche Literatur, 101, 1972, pp. 200–208.
- M. L. Colker, Galteri de Castellione Alexandreis, Padova, Editrice Antenore, 1978.
- R. T. Pritchard, Walter of Châtillon: The Alexandreis, Toronto, Pontifical Institute of Mediaeval Studies, 1986.
- G. Streckenbach, Walter von Châtillon. Das Lied von Alexander dem Grossen, Heidelberg, Schneider, 1990.
- D. Townsend, The «Alexandreis» of Walter of Châtillon. A Twelfth-Century Epic Philadelphia, University of Pennsylvania Press, 1996.
- F. Pejenaute Rubio, Las pastorelas latinas de Gautier de Châtillon, Helmantica, XLVII, 1996.
- F. Pejenaute Rubio, Alejandreida, Madrid, Ediciones Akal, 1998.
- C. Wollin, Saints' Lives by Walter of Châtillon. Brendan, Alexis, Thomas Becket, Toronto, Pontifical Institute of Mediaeval Studies (PIMS), 2002.
- D. Townsend, The Alexandreis; A Twelfth-Century Epic. A Verse Translation by David Townsend, Peterborough, Broadview Editions, 2007.
- D. A. Traill, Walter of Châtillon. The Shorter Poems. Christmas Hymns, Love Lyrics, and Moral-Satirical Verse, Oxford, Clarendon Press, 2013.
- L. Bernardinello, Gualtiero di Châtillon, Alessandreide, Pisa, Pacini Editore, 2019.